# Villa Pessina
Villa Pessina è una storica residenza eclettica di Tremezzo sul lago di Como in Italia.

## Storia
La villa venne eretta negli anni 1920 su commissione della famiglia Pessina. Non si hanno notizie certe circa l'identità dei progettisti, ma la somiglianza stilistica alla più celebre Villa La Gaeta, opera dei fratelli Gino e Adolfo Coppedè ha alimentato nel tempo critiche di plagio, forse addirittura sfociate in cause legali, anche se mancano notizie certe al riguardo. È certo, invece, che la villa venne realizzata dalla medesima azienda edile di Villa La Gaeta.

## Descrizione
L'edificio presenta uno stile eclettico che coniuga elementi neogotici e medievaleggianti a stilemi del liberty. Pietra chiara, mattone e legno vengono impiegati nel rivestimento e nella decorazione delle facciate. Una grande torre con finestre a bifora culminante in una loggia caratterizza il prospetto rivolto verso il lago.

## Galleria d'immagini

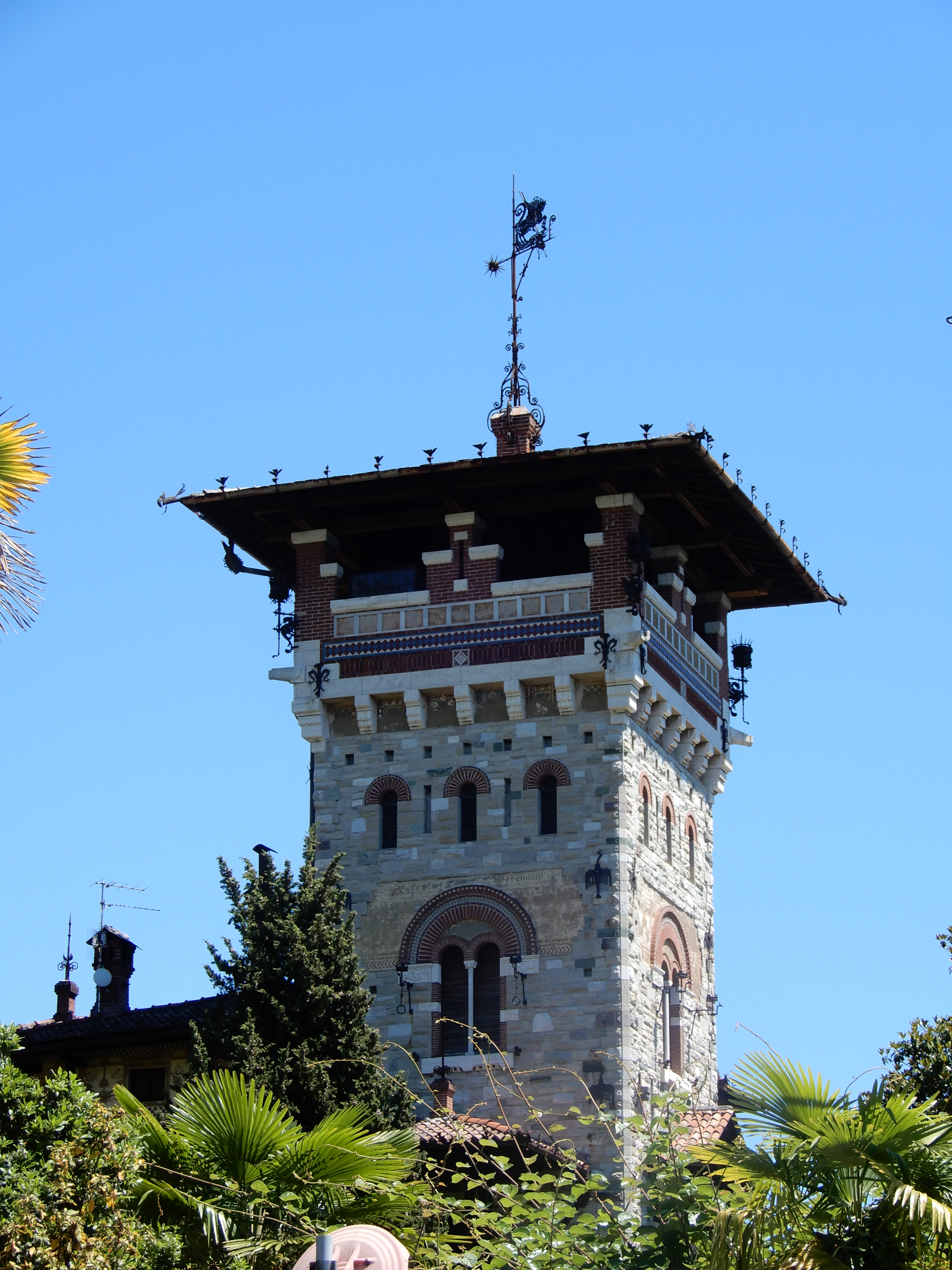
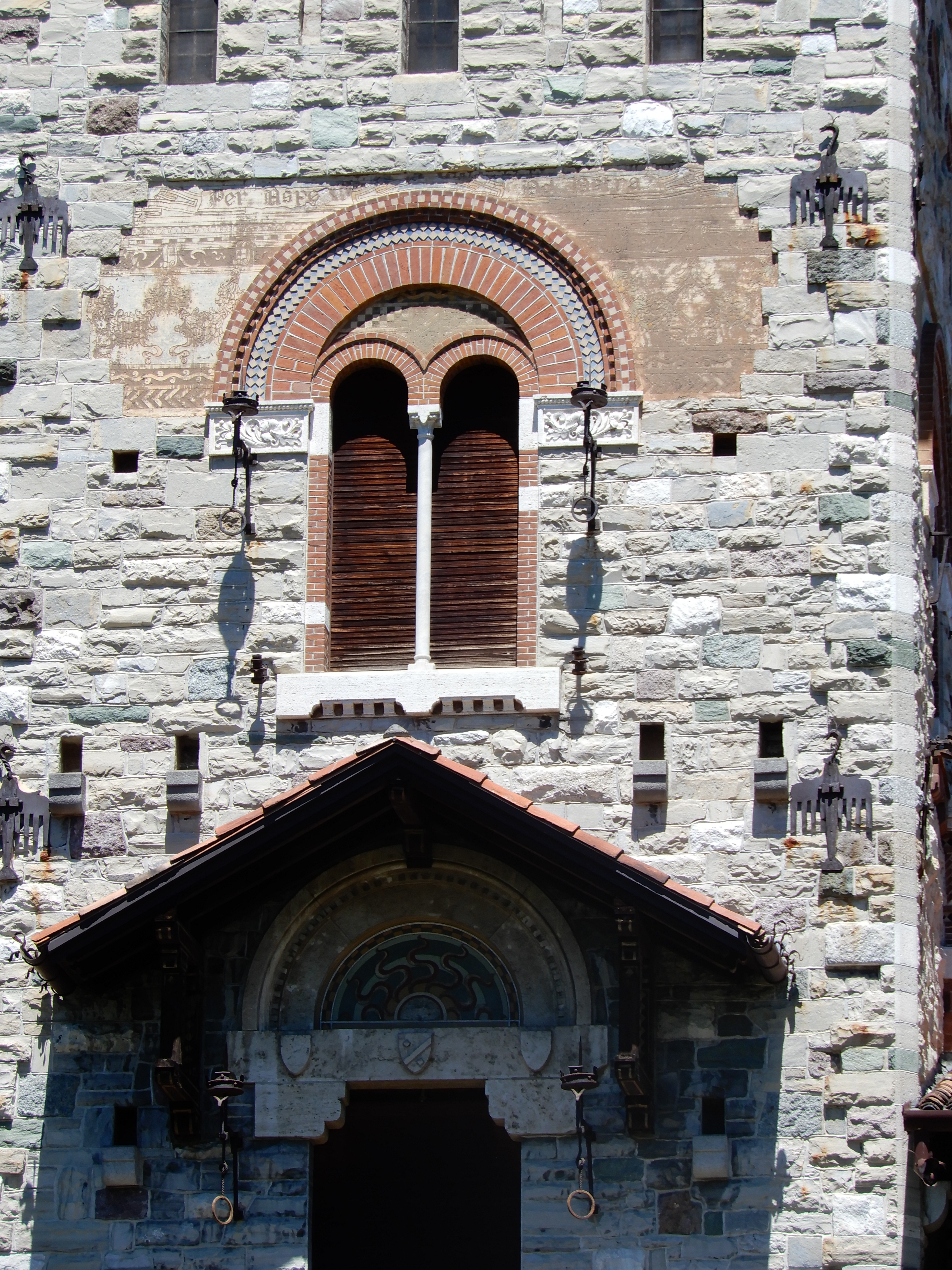
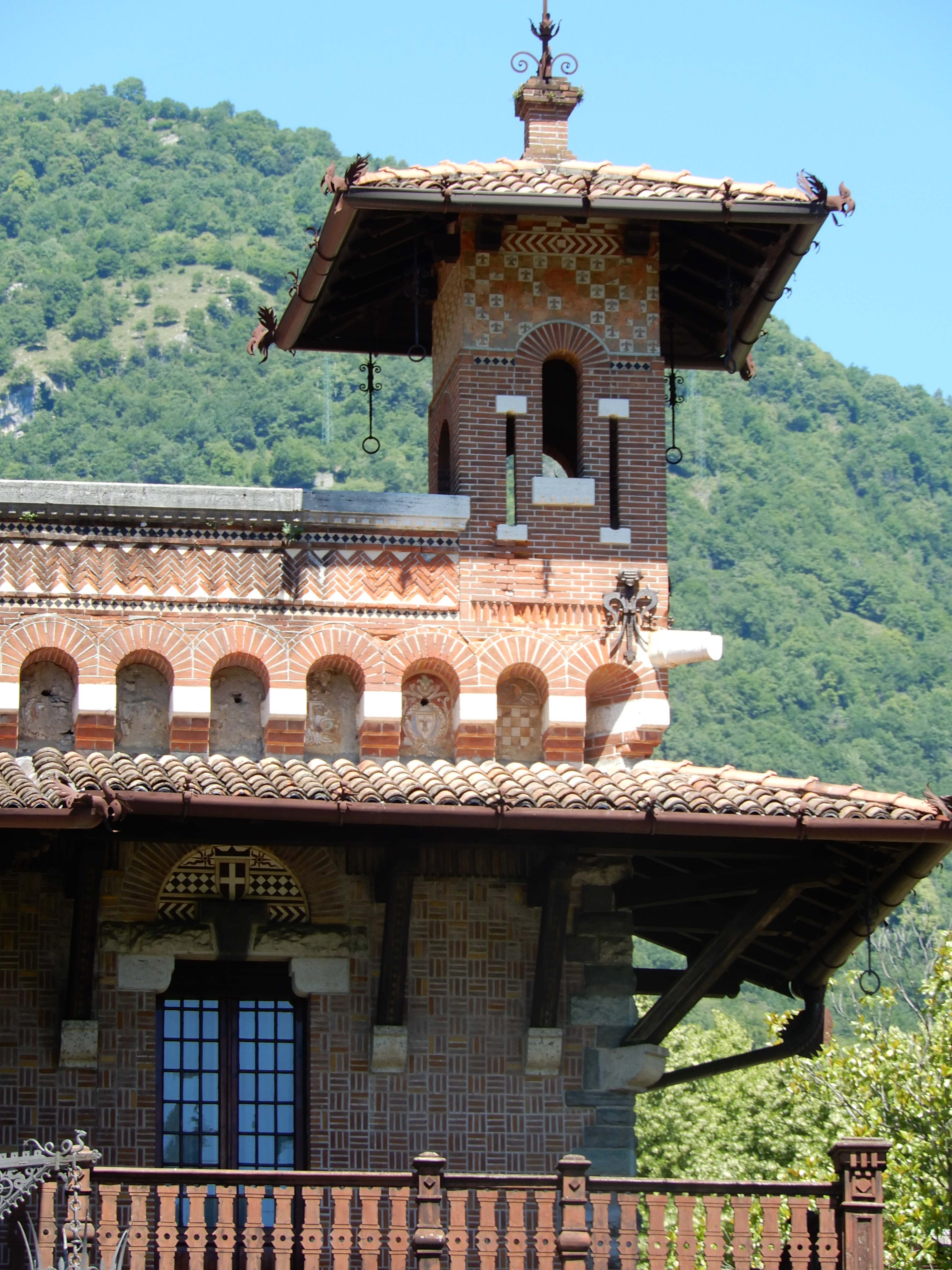